# 臺灣刺皮節蜱
臺灣刺皮節蜱（学名：Aculops taiwanensis）为節蜱科刺皮節蜱屬下的一个种。